# ASSP (електроніка)

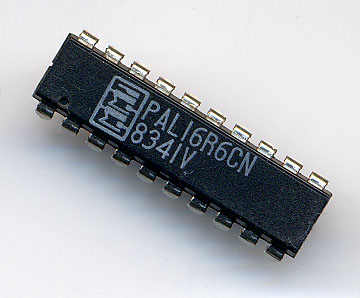
PAL в корпусі DIP

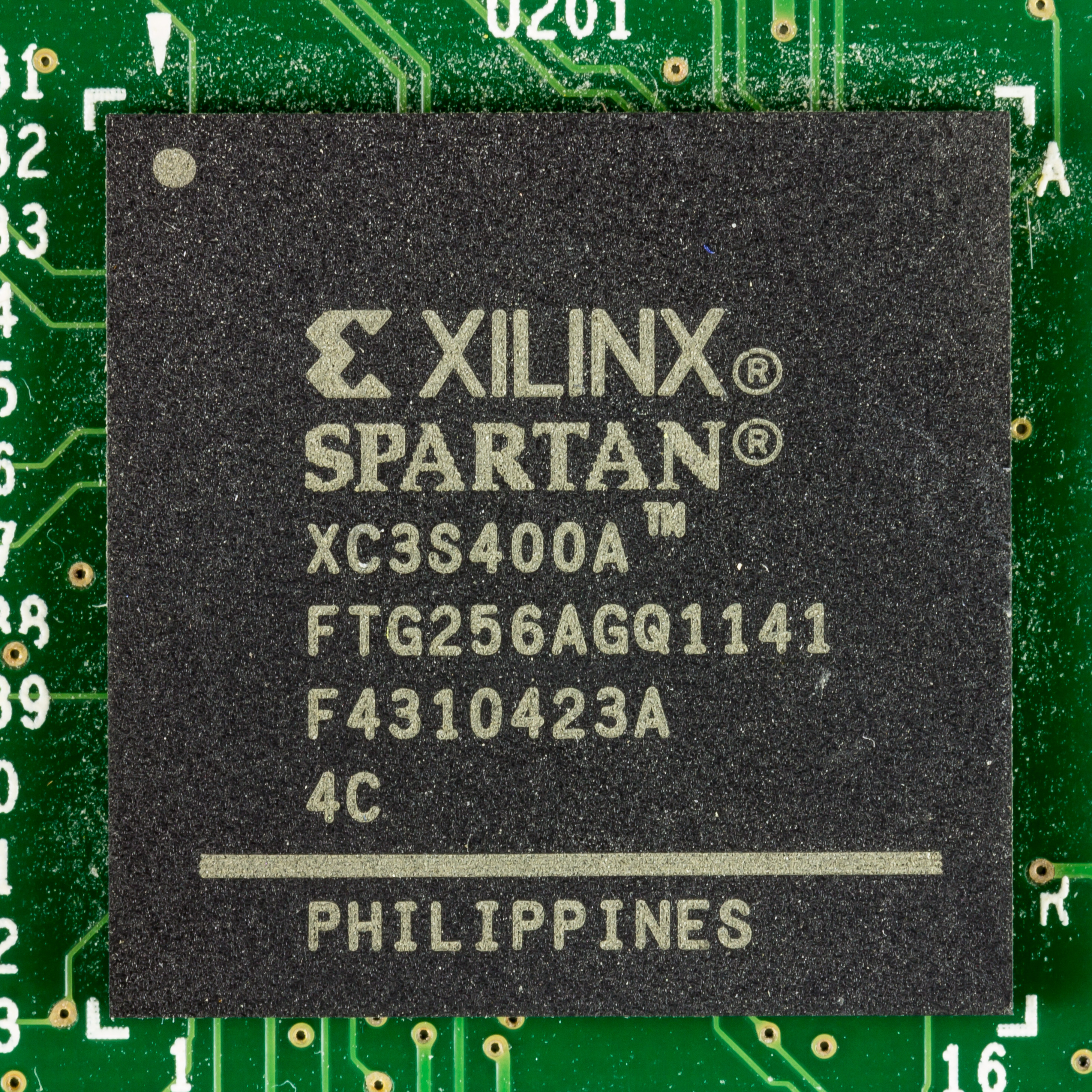
FPGA від Xilinx

ASSP (англ. Application-specific standard product) — інтегральні схеми з програмованою користувачем структурою.
Конфігурація схеми виконується споживачем, виробник в цьому процесі не бере участі і поставляє на ринок продукцію, придатну для багатьох покупців, що створюють апаратуру різного призначення. ASSP мають певною мірою двоїстий характер: для споживача вони є спеціалізованими, а для промисловості — стандартними.
На відміну від ASIC для програмування ASSP не потрібна розробка спеціальних фотошаблонів з малюнками міжз'єднань, що вимагає великих витрат коштів і часу. Застосовуючи для цілей конфігурування програмовані логічні інтегральні схеми (ПЛІС), можна виключити розробку шаблонів і порівняно простими способами одержати ефективні засоби побудови цифрових систем, що містять набір схем з необхідним функціонуванням.
Програмування структур спочатку було застосовано в програмованих логічних матрицях (ПЛМ), програмованій матричній логіці (ПМЛ) і базових матричних кристалах (БМК). Слідом за ними виникли нові класи більш складних ASSP, що продовжують лінії розвитку матричної логіки і базових матричних кристалів: CPLD і FPGA, відповідно. Потім були реалізовані ASSP комбінованої (змішаної) архітектури, що поєднували ознаки CPLD і FPGA. Пізніше вдалося розробити ASSP з аналоговими та аналого-цифровими елементами, які можна позначити як ПАІС (програмовані аналогові інтегральні схеми).